# Zekrit (Festung)
Koordinaten: 25° 28′ 53,8″ N, 50° 50′ 41,2″ O
Zekrit war eine im späten 18. oder zu Beginn des 19. Jahrhunderts von einem arabischen Stammesfürsten angelegte Festung an der Westküste der Halbinsel Ras Abaruk im heutigen Emirat Katar. Die Befestigung war der südlichste Punkt einer Kette von kleineren Stützpunkten, die in zeitgenössischen englischen und arabischen Berichten als Küsten-Fort klassifiziert werden.

## Lage
Zekrit befand sich in einer topographisch günstigen Position an der Einfahrt zum Hafen As Salwa und weiterer Häfen und Orten an der Westküste der Halbinsel Katar. Der Handelsverkehr konzentrierte sich wegen des wüstenhaften Hinterlandes auf die küstennahe Region.

## Geschichte
An der Golfküste, nahe dem heutigen Ort Bir Zekrit im Emirat Katar befanden sich seit dem Mittelalter einige Wasserstellen und Brunnen, die von Küstenfischern und Seglern genutzt wurden und die um das Jahr 1800 von einem arabischen Stammesführer Rahmat b. Jabayr annektiert wurden, um an diesem Ort eine Befestigungsanlage anlegen zu können, die bei seinen strategischen Plänen um die Erlangung der Vorherrschaft in diesem Gebiet der arabischen Halbinsel nützlich sein könnte. Aus britischen Berichten ist bekannt, dass der Ort ab 1845 als Befestigung aufgegeben wurde. Über Art und Umfang der Bewaffnung der Festung ist bisher nichts bekannt.

## Beschreibung
Das Bauwerk befindet sich nur 40 Meter vom Ufer entfernt und liegt auf einer Anhöhe über dem Naturhafen Zekrit, es war nach der regional typischen Bauart befestigt. Die Anlage besaß einen trapezförmigen Grundriss, die Hauptachsen betragen 52,20 m und 45 m Länge. An den vier Ecken befanden sich Türme, zwei Türme hatten kreisförmigen Grundriss und zwei waren etwa quadratisch angelegt. Die Höhe von drei Türmen wurde abgeschätzt, der südwestliche Turm wurde genauer untersucht, er erreicht eine Gesamthöhe von 4,28 m in der Mitte,  seine Außenmauern sind in einer Höhe von 2,35 m erhalten. Die Mauern der Festung waren ursprünglich mindestens 2,20 m hoch. Zwei Eingänge wurden entdeckt: das Südtor ist 6,50 m breit und wurde vielleicht als Haupteingang genutzt, die zweite Öffnung ist eine kleine Tür, nur 1,40 m breit, sie befindet sich auf der Nordseite der Festung. Die Reste der bisher freigelegten Gebäude sind zwischen 0,80 m und 2,35 m hoch. Die obersten Teile der Mauerstruktur bestehen in einer Schichtung aus Steinen und Sand, unter denen sich jeweils eine Schicht aus Gips ungleichmäßiger Dicke (Messung zwischen 0,10 und 0,52 m) befindet.
Bisher wurde eine Umfassungsmauer und ein Steingebäude freigelegt, diese lagen in unmittelbarer Nähe zu den Brunnen und Wassertanks. Die Ausgräber vermuten, dass der Ort nur zeitweise genutzt wurde, etwa zur Piraterie oder als sicherer Hafen der Küstenschifffahrt. Die Versorgung der Besatzung wurde über den Seeweg abgesichert, hierzu wurden Datteln aus der Region Bahrain angeliefert. Dies bestätigt auch eine als Madbassa bezeichnete handwerkliche Verarbeitungszone der Datteln zu Sirup. Ein Grabungsschnitt ermöglichte die Entdeckung einiger Keramiken der Abbassiden-Periode, daraus wird geschlussfolgert, dass die Wasserstellen zumindest zeitweise (im 9. Jahrhundert) eine strategische Bedeutung hatten und hier zeitweise ein  «Feldlager» bestand.

## Bedeutung
Das gemeinsame Forschungsprojekt „Zekir“ wurde 2002 vom Emirat Katar und der Republik Frankreich begonnen. Zum wissenschaftlichen Untersuchungsprogramm gehört auch die Erstellung eines Archäologischen Atlas des Emirates Katar und einer Funddatenbank. In einer erweiterten Projektphase soll zugleich das kulturelle Erbe des Landes dokumentiert werden und durch die Einbeziehung von Schulen, privaten Organisationen und Vereinen aus der Region verwurzelt werden, hierzu dient der Besuch der Ausgrabungsstätte, die Gründung von Arbeitsgruppen der bildenden Kunst, und Ausstellungen.